# 기독교사회당 (벨기에)
기독교사회당(基督敎社會黨, 독일어: Christlich-Soziale Partei 크리스틀리히조치알레 파르타이[*])은 독일어 사용 지역인 벨기에 독일어 공동체 지역을 기반으로 하는 벨기에의 중도주의 계열 정당이다. 1971년에 창당되었다.